# Cộng hòa Texas
Cộng hòa Texas là một cựu quốc gia có chủ quyền tại Bắc Mỹ, nằm giữa Hoa Kỳ và México. Cộng hòa Texas tồn tại từ năm 1836 đến năm 1845. Nó được thành lập như là một nước cộng hòa ly khai khỏi México bằng cuộc Cách mạng Texas. Quốc gia này đã tuyên bố chủ quyền trên một vùng đất bao gồm toàn bộ tiểu bang Texas ngày nay của Hoa Kỳ cũng như một phần của các tiểu bang ngày nay là New Mexico, Oklahoma, Kansas, Colorado, và Wyoming dựa theo Các hiệp ước Velasco giữa nước cộng hòa Texas mới được thành lập và México. Biên giới phía đông của nó và Hoa Kỳ đã được xác định qua Hiệp ước Adams-Onís giữa Hoa Kỳ và Tây Ban Nha vào năm 1819. Biên giới cận tây nhất và biên giới miền nam với México lúc đó vẫn đang trong vòng tranh chấp trong suốt thời gian tồn tại của cộng hòa này. Texas tuyên bố rằng biên giới là Rio Grande nhưng México thì cho rằng Sông Nueces là biên giới. Cuộc tranh chấp này sau đó trở thành ngòi nổ cho Chiến tranh Hoa Kỳ-México sau khi Hoa Kỳ sáp nhập Texas.

## Lịch sử
Texas không phải là tiểu bang duy nhất của México ly khai khỏi México và tuyên bố độc lập. Các tiểu bang khác của México gồm có Coahuila, Nuevo Leon, và Tamaulipas cùng ly khai khỏi México và thành lập cộng hòa liên bang ngắn ngủi cho họ có tên gọi là Cộng hòa Rio Grande với Laredo là thủ đô - thành phố này ngày nay thuộc tiểu bang Texas. Tiểu bang Yucatán của México cũng đã tách ra và thành lập Cộng hòa Yucatán. Một số tiểu bang khác của México cũng xảy ra nổi loạn trong đó có San Luis Potosí, Querétaro, Durango, Guanajuato, Michoacán, Jalisco và Zacatecas. Tuy nhiên, phạm vi nổi loạn của Texas thì khác biệt với các tỉnh/tiểu bang khác của México tìm cách tuyên bố độc lập.
Cuộc nổi dậy Texas được tiến hành bởi các di dân người Mỹ da trắng, không phải tất cả đều là di dân hợp pháp. Chính vì sự thật này mà Texas là cựu tiểu bang duy nhất của México nuôi dưỡng ý định gia nhập vào Hoa Kỳ hoàn toàn theo ý muốn của mình. Texas cũng là tiểu bang duy nhất của México ly khai để giành độc lập từ México.
Tất cả các tiểu bang nổi loạn của México bao gồm cả Texas tỏ ra khó chịu với Tổng thống Antonio López de Santa Anna về việc bãi bỏ Hiến pháp México 1824, giải tán quốc hội và thay đổi cấu trúc chính phủ México từ một chính phủ liên bang sang một chính phủ trung ương tập quyền. Thực tế, Yucatán, đã tuyên bố độc lập, cho biết là có ý nguyện tái gia nhập liên bang México nếu chính phủ liên bang được tái lập.
Các cử tri Texas đã bầu lên một quốc hội gồm 14 thượng nghị sĩ và 29 dân biểu vào tháng 9 năm 1836. Hiến pháp Cộng hòa Texas cho phép tổng thống đầu tiên phục vụ chỉ hai năm. Nó cũng ấn định nhiệm kỳ 3 năm cho tất cả các tổng thống kế tiếp.

## Trở thành tiểu bang Hoa Kỳ

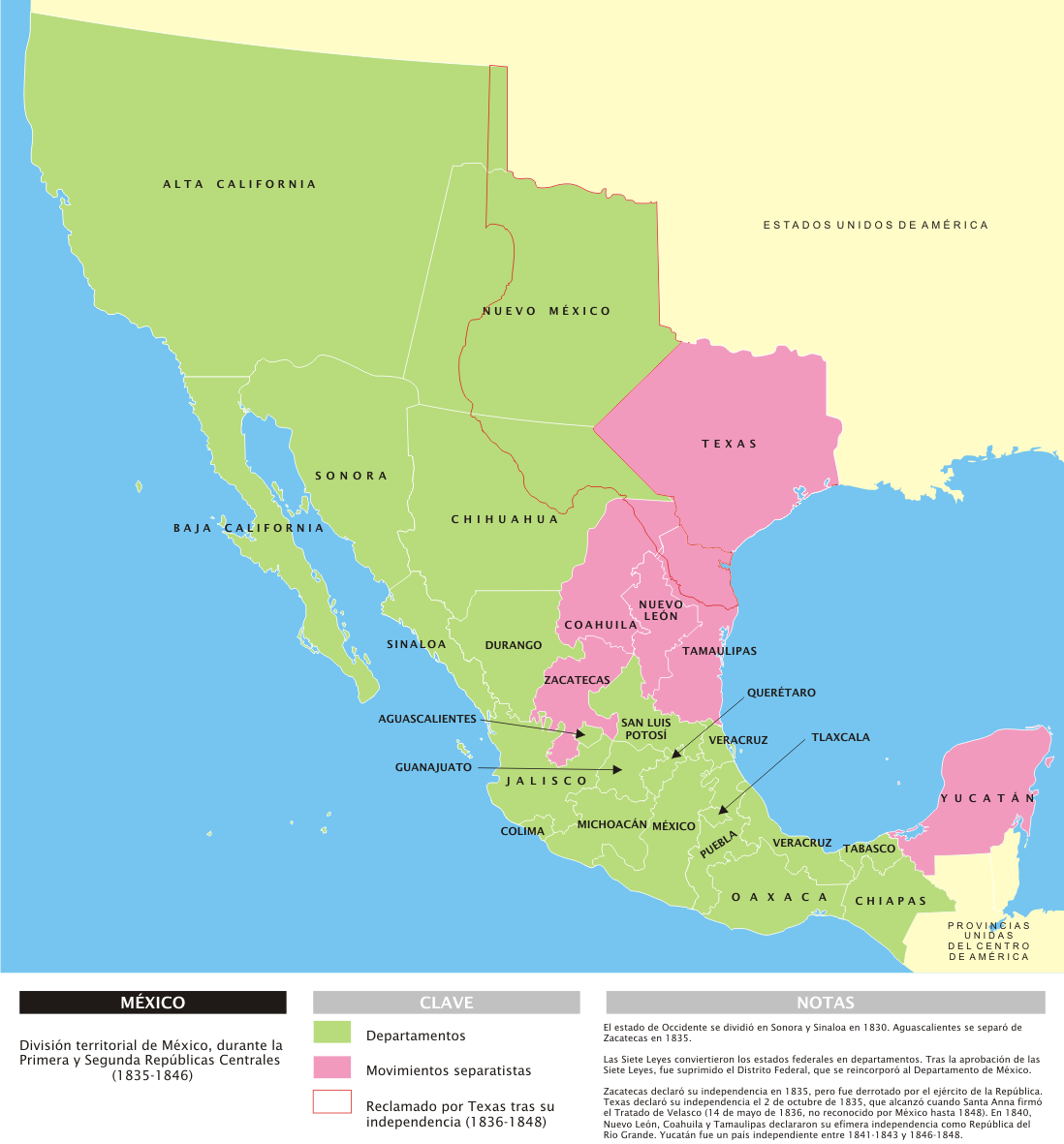
Bản đồ México, 1835-1846.

Ngày 28 tháng 2 năm 1845, Quốc hội Hoa Kỳ thông qua một đạo luật cho phép Hoa Kỳ sáp nhập Cộng hòa Texas. Ngày 1 tháng 3, Tổng thống Hoa Kỳ John Tyler ký đạo luật này. Lập pháp Hoa Kỳ định ngày sáp nhập là 29 tháng 12 cùng năm. Đối diện với việc Hoa Kỳ sáp nhập Texas, Charles Elliot và Alphonse de Saliny là hai bộ trưởng Pháp và Vương quốc Anh đặc trách liên lạc với Texas được chính phủ của họ phái đến Thành phố México. Cùng họp chung với bộ trưởng ngoại giao México, họ đã ký một "Đạo luật Ngoại giao" trong đó México đồng ý công nhận một Texas độc lập với biên giới được ấn định qua sự trung gian của Anh và Pháp. Tổng thống Texas là Anson Jones đã trình lên cả lời đề nghị từ phía México và từ phía Hoa Kỳ trong một cuộc họp đặc biệt tại Austin. Lời đề nghị của Hoa Kỳ được chấp thuận với chỉ một phiếu chống. Lời đề nghị của México không được đưa ra biểu quyết. Theo sắc lệnh trước của Tổng thống Jones, lời đề nghị của Hoa Kỳ sau đó được đưa ra trưng cầu trên toàn quốc.
Ngày 13 tháng 10 năm 1845, phần đông cử tri của cộng hòa chấp thuận cả lời đề nghị của Hoa Kỳ và bản hiến pháp sắp tới đặc biệt tán thành chủ nghĩa nô lệ và mua bán nô lệ. Bản hiến pháp này sau đó được Quốc hội Hoa Kỳ chấp thuận, biến Texas thành một tiểu bang của Hoa Kỳ trong ngày mà việc sáp nhập có hiệu quả, ngày 29 tháng 12 năm 1845 (vì vậy bỏ qua giai đoạn làm lãnh thổ trước khi trở thành tiểu bang). Một trong những động cơ thúc đẩy cho việc sáp nhập (ngoài động cơ chính muốn được hợp quần với người anh em Hoa Kỳ cùng chung văn hóa-chủng tộc Anglo-Mỹ) là vì chính phủ Texas bị mắc nợ khổng lồ và Hoa Kỳ đồng ý gánh vác nợ sau khi sáp nhập. Năm 1852, để trả lại nợ cho Hoa Kỳ, một phần lớn lãnh thổ mà Texas tuyên bố chủ quyền (hiện nay là một phần của Colorado, Kansas, Oklahoma, New Mexico, và Wyoming) bị cắt nhường cho chính phủ liên bang.

## Các tổng thống và phó tổng thống
| Từ         | Đến        | Tổng thống                 | Phó tổng thống               | Ứng viên tổng thống                       | Số phiếu tổng thống | Ứng viên phó tổng thống      | Số phiếu phó tổng thống |
| ---------- | ---------- | -------------------------- | ---------------------------- | ----------------------------------------- | ------------------- | ---------------------------- | ----------------------- |
| 16-03-1836 | 22-10-1836 | David G. Burnet (lâm thời) | Lorenzo de Zavala (lâm thời) |                                           |                     |                              |                         |
| 22-09-1836 | 10-12-1838 | Sam Houston                | Mirabeau B. Lamar            | Sam Houston Henry Smith Stephen F. Austin | 5119 743 587        | Mirabeau B. Lamar            |                         |
| 10-12-1838 | 13-02-1841 | Mirabeau B. Lamar          | David G. Burnet              | Mirabeau B. Lamar Robert Wilson           | 6995 252            | David G. Burnet              |                         |
| 13-12-1841 | 09-12-1844 | Sam Houston                | Edward Burleson              | Sam Houston David G. Burnet               | 7915 3619           | Edward Burleson Memucan Hunt | 6141 4336               |
| 09-12-1844 | 19-02-1846 | Anson Jones                | Kenneth L. Anderson          | Anson Jones Edward Burleson               | __ __               | Kenneth L. Anderson          |                         |

## Những nhân vật nổi bật

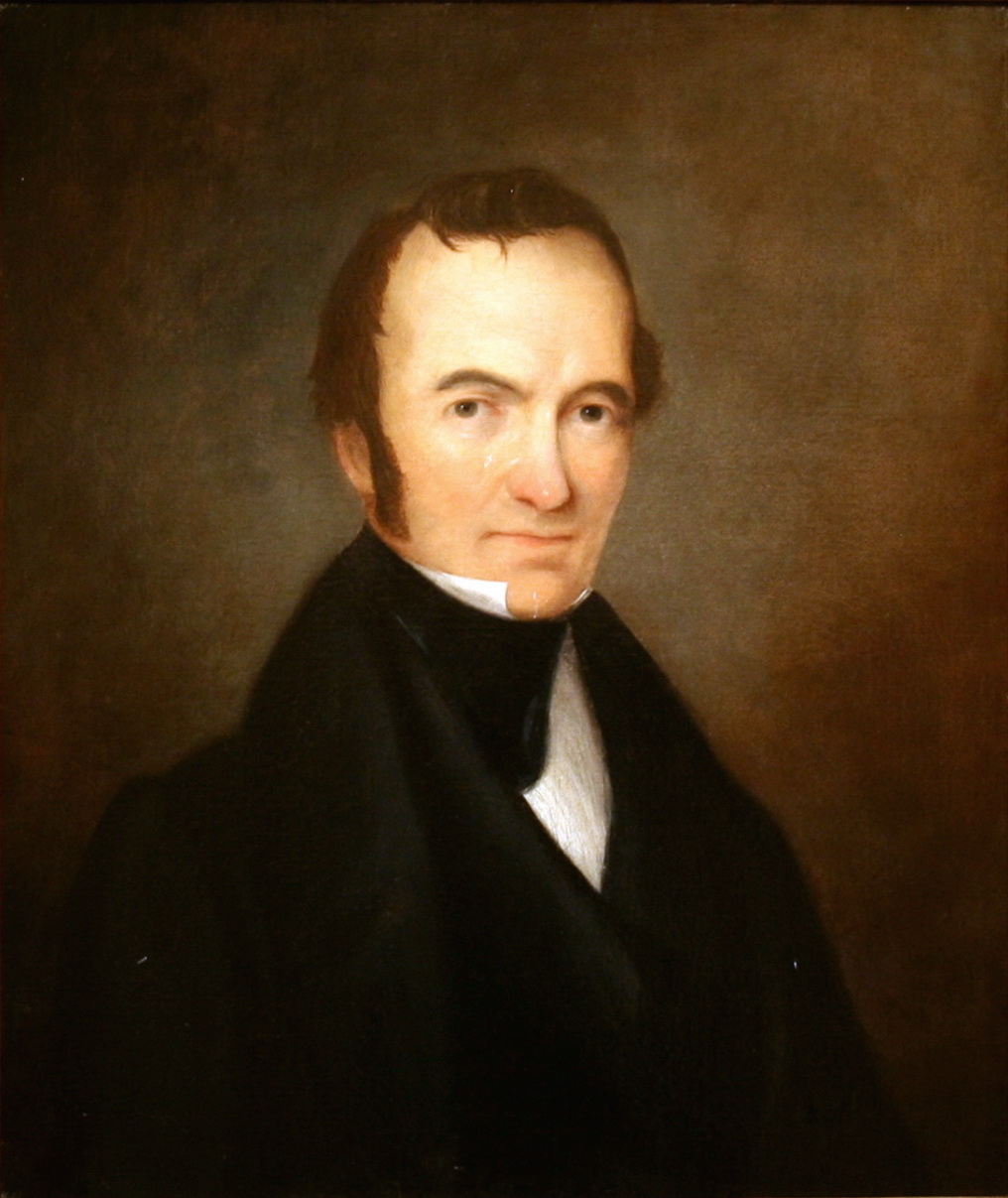
Stephen F. Austin, được biết như là "Vị cha già của Texas"

| - Stephen F. Austin - Barnard E. Bee - John Birdsall - Jim Bowie - Edward Burleson - David G. Burnet - Louis P. Cooke - Davy Crockett - Green DeWitt - Lorenzo de Zavala - J. Pinckney Henderson - Sam Houston - Robert A. Irion - Albert Sidney Johnston - Anson Jones | - Samuel Maverick - Mary Maverick - Mirabeau B. Lamar - José Antonio Navarro - James C. Neill - William Beck Ochiltree - Thomas Jefferson Rusk - Juan Seguin - Ashbel Smith - George Whitfield Terrell - William B. Travis - Isaac Van Zandt - Edwin Waller - James Webb - William H. Wharton - Robert McAlpin Williamson |